# Пермский период
| система                                                                          | система | отдел        | ярус        | Ниж. граница, млн лет |
| -------------------------------------------------------------------------------- | ------- | ------------ | ----------- | --------------------- |
| Триас                                                                            | Триас   | Нижний       | Индский     | 251,902 ±0,024        |
| Пермь                                                                            | Пермь   | Лопинский    | Чансинский  | 254,14 ±0,07          |
| Пермь                                                                            | Пермь   | Лопинский    | Вучапинский | 259,51 ±0,21          |
| Пермь                                                                            | Пермь   | Гваделупский | Кептенский  | 264,28 ±0,16          |
| Пермь                                                                            | Пермь   | Гваделупский | Вордский    | 266,9 ±0,4            |
| Пермь                                                                            | Пермь   | Гваделупский | Роудский    | 274,4 ±0,4            |
| Пермь                                                                            | Пермь   | Приуральский | Кунгурский  | 283,3 ±0,4            |
| Пермь                                                                            | Пермь   | Приуральский | Артинский   | 290,1 ±0,26           |
| Пермь                                                                            | Пермь   | Приуральский | Сакмарский  | 293,52 ±0,17          |
| Пермь                                                                            | Пермь   | Приуральский | Ассельский  | 298,9 ±0,15           |
| Карбон                                                                           | Пен.    | Верхний      | Гжельский   | больше                |
| Деление и золотые гвозди в соответствии с IUGS по состоянию на декабрь 2024 года |         |              |             |                       |

Пермский период (пермская система, пермь) — шестой и последний геологический период палеозойской эры. Начался 298,9 ± 0,15 млн лет назад и продолжался около 47 млн лет. Завершился 251,902 ± 0,024 млн лет назад величайшим в истории планеты массовым пермским вымиранием. Отложения периода подстилаются карбоновыми и перекрываются триасовыми.
В перми росло разнообразие завропсид (рептилий) и синапсид (предков млекопитающих). В результате кризиса карбоновых лесов тропические леса каменноугольного периода уступили место пустыням. Поскольку амниоты легче пережили кризис из-за меньшей зависимости от влаги, они сильно диверсифицировались, в отличие от амфибий. Сформировавшаяся ещё в карбоне Пангея продолжила существовать и в перми. Период завершился самым массовым вымиранием в истории Земли — пермско-триасовым. В результате извержения сибирских траппов вымерло 81 % всех морских и 70 % всех наземных видов организмов. Потребовалось около 30 млн лет, чтобы биосфера восстановилась от этой катастрофы.

## История и термин
Термин «пермский период» (англ. Permian) введён в геологию в 1841 году Родериком Мэрчисоном, который выделил типичные пласты по результатам обширных геологических исследований, проведенных французским геологом Эдуардом де Вернёй в Российской империи.
В Пермской губернии (ныне — Пермский край) де Вернёй обнаружил геологическую формацию, отличную от всех известных ранее. Р. И. Мэрчисон позднее назвал её Пермской; такое же название получил и геологический период образования формации. Мерчисон также обнаружил широкое распространение новой формации на Урале и на Восточно-Европейской равнине.
Это единственная геологическая формация и соответствующий ей период, наименование которых связано с Россией.
В 1991 году на Международном конгрессе «Пермская система земного шара» в г. Пермь стратиграфы отметили, что российские разрезы, ранее считавшиеся стратотипами ассельского, сакмарского, артинского и кунгурского ярусов пермской системы, не отвечают новым требованиям по информационной нагрузке. Обоснование ярусных границ растянулось на годы в связи с невозможностью изотопного анализа для ключевых локаций. В 2002 году Международная рабочая группа приняла для границ ассельского, сакмарского и артинского ярусов разрезы Предуральского прогиба.

## Подразделения
| Пермский период в ОСШ (Россия) Деление по состоянию на март 2024 года |              |                |                       |
| система                                                               | отдел        | ярус / век     | Ниж. граница, млн лет |
| Триас                                                                 | Нижний       | Индский        | 251,902±0,024         |
| Пермь                                                                 | Татарский    | Вятский        | 259,51±0,2            |
| Пермь                                                                 | Татарский    | Северодвинский | 264,28±0,16           |
| Пермь                                                                 | Биармийский  | Уржумский      | 266,9±0,4             |
| Пермь                                                                 | Биармийский  | Казанский      | 273,01±0,14           |
| Пермь                                                                 | Приуральский | Уфимский       | ?                     |
| Пермь                                                                 | Приуральский | Кунгурский     | 283,5±0,6             |
| Пермь                                                                 | Приуральский | Артинский      | 290,1±0,26            |
| Пермь                                                                 | Приуральский | Сакмарский     | 293,52±0,17           |
| Пермь                                                                 | Приуральский | Ассельский     | 298,9±0,15            |
| Карбон                                                                | Верхний      | Гжельский      | больше                |

В соответствии с Общей стратиграфической шкалой (ОСШ), принятой на конференции в Казани в 2004 году, в пермской системе российские геологи выделили три отдела: нижний (приуральский), средний (биармийский) и верхний (татарский). В состав нижнего (приуральского) отдела вошли следующие ярусы (снизу вверх): ассельский, сакмарский, артинский, кунгурский, уфимский. В состав среднего (биармийского) отдела вошли казанский и уржумский ярусы, в состав верхнего (татарского) отдела — северодвинский и вятский ярусы. Также предлагалось выделить между уржумским и северодвинским ярусами отдельный юрпаловский ярус, и вязниковский ярус над вятским ярусом. Отнесение уфимского яруса к нижней перми привело к отличию в объёме кунгурского яруса от Международной стратиграфической шкалы (МСШ, см. иллюстрацию).

Международная стратиграфическая шкала пермской системы с 2004 года, Общая стратиграфическая шкала России на 1993 и с 2006 года и их основные корреляционные уровни.

В 2009 году на заседаниях Комиссии во ВСЕГЕИ стратиграфы сочли преждевременным выделение вязниковского яруса в терминальной перми, поставили под вопрос валидность уфимского яруса и выделили четыре новых горизонта в северодвинском и вятском ярусах: юрпаловский, путятинский, быковский и нефёдовский со стратотипами на реке Вятка. В 2010 году оставалась проблема корреляции верхнепермских образований Предуралья с ярусами средней и верхней перми в МСШ.
В пермских отложениях Германии выделяется ярус цехштейн, включённый в региональную стратиграфическую «таблицу» 2012 года.
К 2013 году в МСШ было принято (в том числе и российскими стратиграфами) разделение перми на три отдела: нижний с сохранением российских ассельского, сакмарского, артинского и кунгурского ярусов; средний и верхний с новыми ярусами со стратотипами в США и Китае соответственно.

## Флора и фауна пермского периода

### Насекомые
Из насекомых в перми существовали жуки, по некоторым данным, впервые появившиеся в этом периоде — 270 млн лет назад (все или почти все принадлежали к подотряду архостемат), — и сетчатокрылые (все виды перешли в триас). Появляются ручейники и скорпионницы. В поздней перми последних насчитывалось 11 семейств, но в триас перешли только четыре. В триас переходит единственное семейство ручейников.

## Климат
Климат пермского периода характеризовался резко выраженной зональностью и возрастающей засушливостью. В целом можно сказать, что он был близок современному. Во всяком случае, у него было больше сходства с современным климатом, чем у последовавших периодов мезозоя.
В пермском периоде отчётливо обособляется пояс влажного тропического климата, в пределах которого располагался обширный океан — Тетис. К северу от него находился пояс жаркого и сухого климата, которому соответствует широкое развитие соленосных и красноцветных отложений. Ещё севернее располагался умеренный пояс значительной влажности с интенсивным угленакоплением. Южный умеренный пояс фиксируется угленосными отложениями Гондваны.
В начале периода продолжалось оледенение, начавшееся в карбоне. Оно было развито на южных материках.
Для перми характерны красноцветные континентальные отложения и отложения соленосных лагун, что отражает повышенную засушливость климата: пермь характеризуется наиболее обширными пустынями в истории планеты, пески покрывали даже территорию Сибири.
В начале пермского периода содержание углекислого газа в атмосфере выросло с 250 ppm сначала до 1000 ppm, а затем до 3000 ppm.
Содержание железа в пыли из известняка возрастом 295 млн лет (ассельский ярус), сохранившегося в горах северного и центрального Ирана, было в два раза выше, чем в современной пыли. Морские фотосинтезирующие организмы (цианобактерии), получавшие этот элемент, смогли быстрее развиваться, поглощая углекислый газ и выделяя кислород.

## Палеогеография и тектоника
В пермском периоде закончилось формирование Пангеи, произошло столкновение континентов, в результате которого образовались Аппалачские горы.
С точки зрения теории геосинклиналей, в пермском периоде произошла герцинская складчатость.
Уже в триасовом периоде на месте многих гор образовались пустыни.

## Пермские отложения на территории России
Одним из наиболее известных местонахождений ископаемых остатков пермского периода является Чекарда. В этом предуральском местонахождении на левом берегу реки Сылва вскрыты отложения кошелевской свиты, относящейся к верхней перми.
Ещё одним местонахождением пермской фауны является уникальное Котельничское в районе городов Котельнич и Советск Кировской области. В бассейне реки Ветлуги вулканический туф из вятского яруса пермского периода датирован возрастом 253,95 ± 0,06 млн лет назад.
Кроме того, множество пермских окаменелостей было найдено на территории Архангельской области, особенно вблизи рек Малая Северная Двина и Мезень. Среди найденных там животных обнаружены такие известные, как скутозавр, иностранцевия, ранний цинодонт двиния, а также многочисленные амфибии (двинозавр) и насекомые.

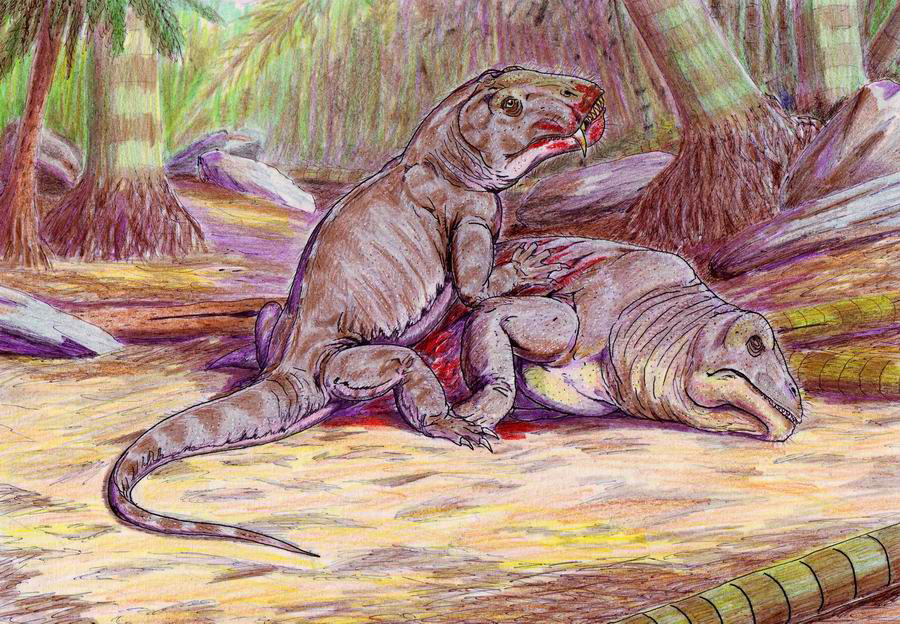
Титанофонеус и улемозавр
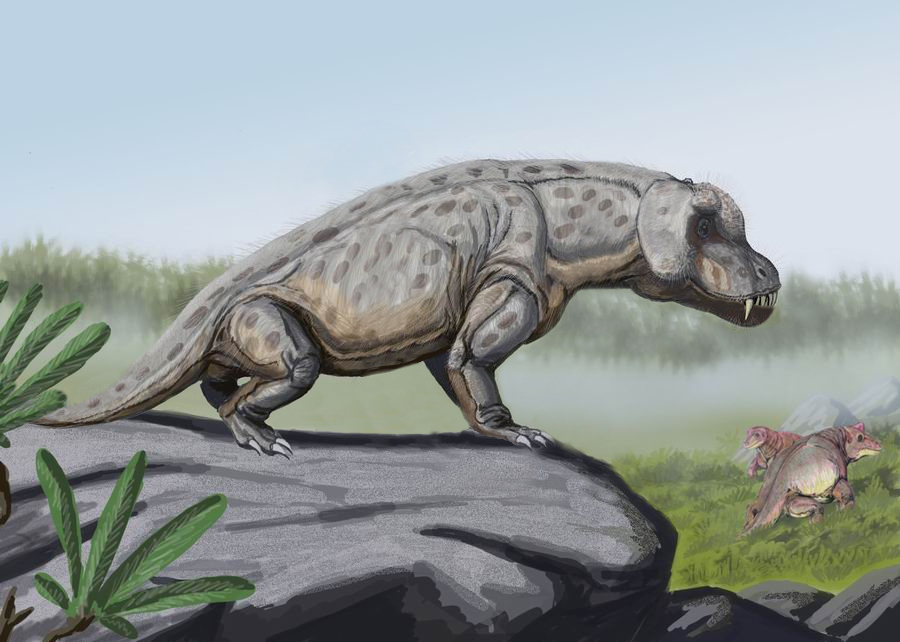
Anteosaurus и Keratocephalus (на заднем плане)
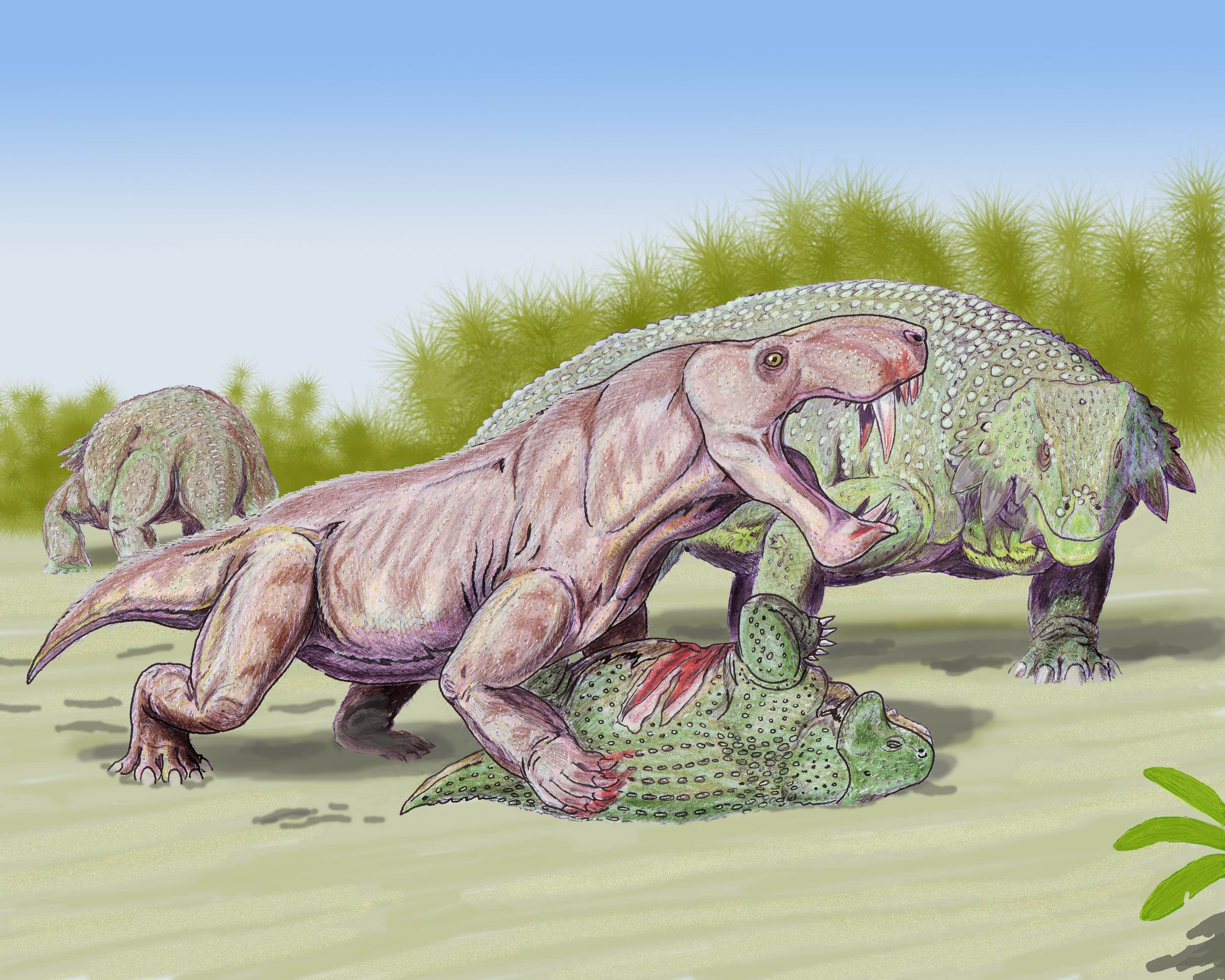
Иностранцевия и скутозавры
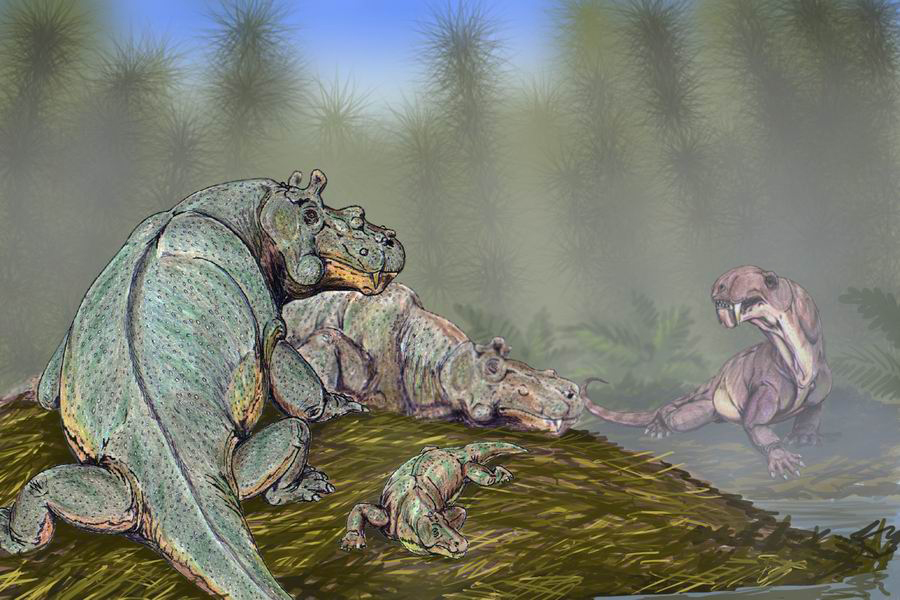
Очёрская фауна
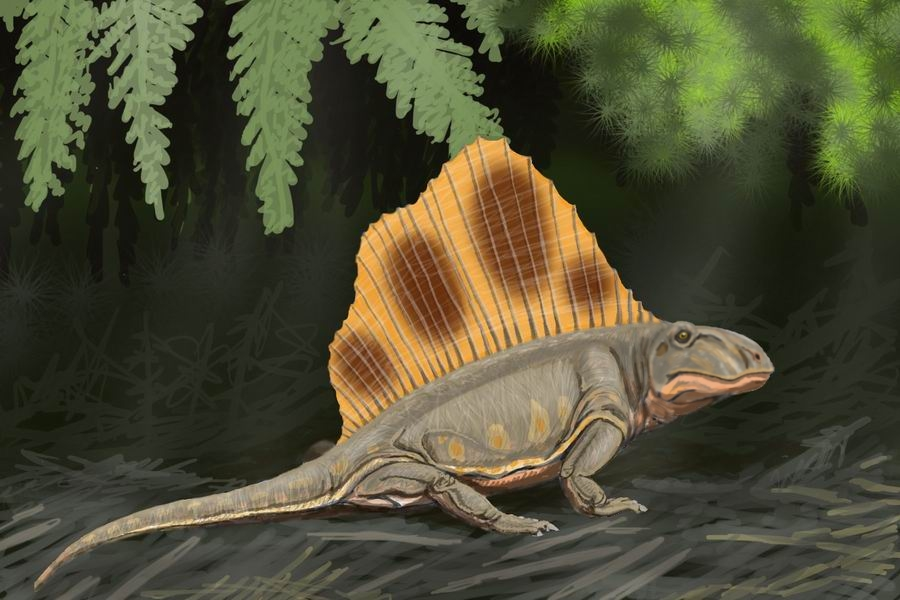
Диметродон — ранняя пермь
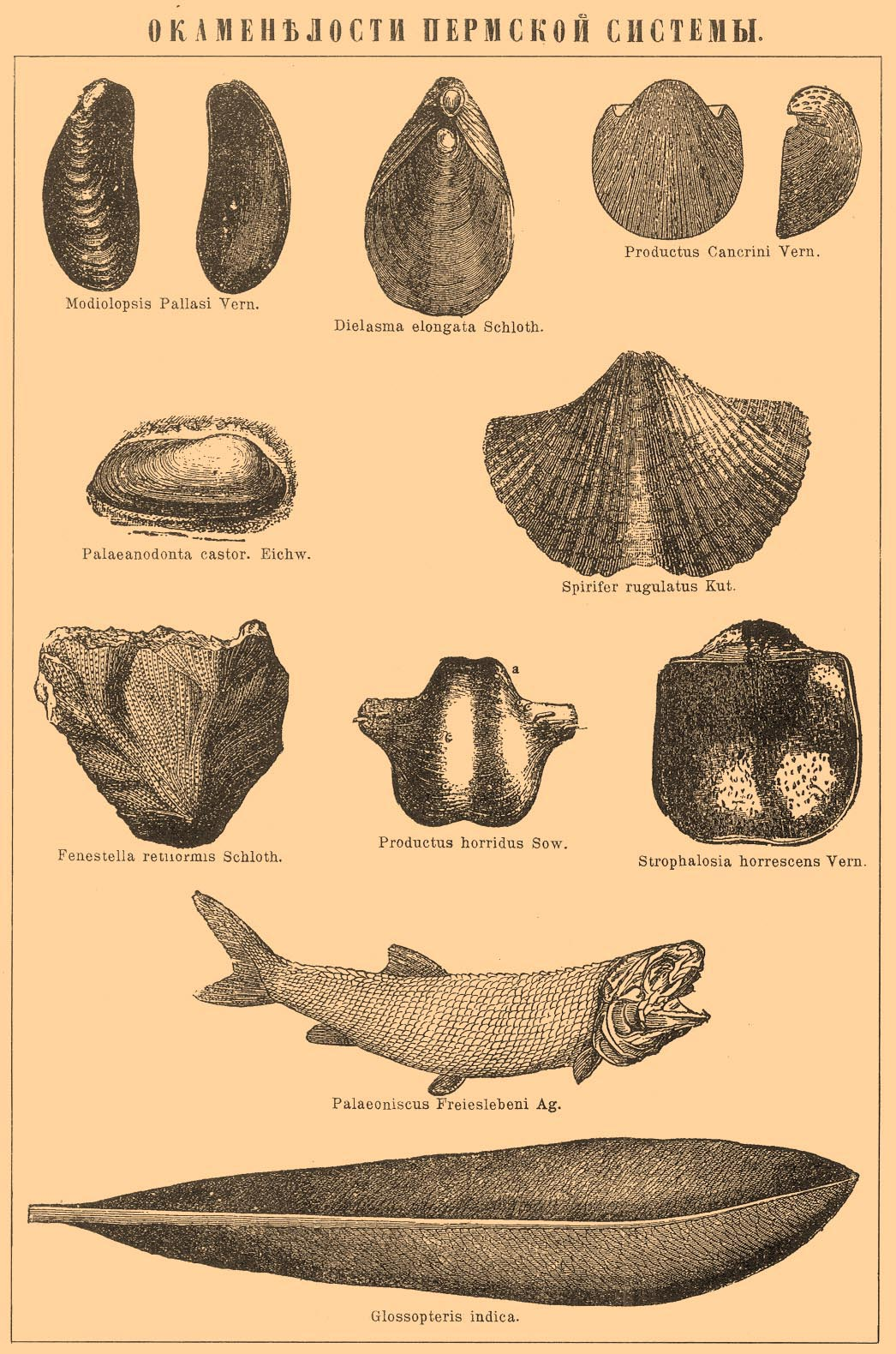
Окаменелости пермского периода

## Полезные ископаемые
В ранней, а в некоторых районах и в поздней перми ещё шёл процесс массового накопления растительного материала, приведший позже к углеобразованию. Шло накопление таких полезных ископаемых, как соль, гипс, уголь, нефть, горючий газ.

## Пермско-триасовое вымирание видов
Пермский период закончился пермско-триасовым вымиранием видов, самым масштабным в истории Земли. На границе с триасом исчезло около 90 % видов морских организмов (в том числе последние трилобиты) и 70 % наземных. Одно из объяснений этого вымирания сводится к падению крупного астероида, вызвавшего существенное изменение климата. Согласно другой (более распространённой) версии вымирание было вызвано глобальным усилением вулканической активности в связи с тем, что все материки соединились в один континент — Пангею.

### Комментарии
1. ↑  В настоящее время эта тектоническая структура называется Предуральским краевым прогибом.

### Сноски
1. ↑  History of Earth's Climate. Дата обращения: 9 ноября 2020. Архивировано 30 октября 2020 года.
2. ↑  Latest version of international chronostratigraphic chart (англ.). International Commission on Stratigraphy. Дата обращения: 3 января 2025.
3. ↑  Latest version of international chronostratigraphic chart (англ.). International Commission on Stratigraphy. Дата обращения: 3 января 2025.
4. ↑  International Chronostratigraphic Chart v2023/06 (англ.). International Commission on Stratigraphy. Архивировано 2 сентября 2023 года.
5. ↑  Sahney, S., Benton, M.J. & Falcon-Lang, H.J. (2010). Rainforest collapse triggered Pennsylvanian tetrapod diversification in Euramerica. Geology. 38 (12): 1079–1082. Bibcode:2010Geo....38.1079S. doi:10.1130/G31182.1. S2CID 128642769. Архивировано 12 марта 2020. Дата обращения: 8 июня 2022.{{cite journal}}:  Википедия:Обслуживание CS1 (множественные имена: authors list) (ссылка)
6. ↑  Sahney, S.; Benton, M. J. (2008). Recovery from the most profound mass extinction of all time. Proceedings of the Royal Society B: Biological Sciences. 275 (1636): 759–65. doi:10.1098/rspb.2007.1370. PMC 2596898. PMID 18198148.
7. ↑  The naming of the Permian System Архивная копия от 13 декабря 2021 на Wayback Machine, 2021.
8. ↑  Benton, M.J. et al., Murchison’s first sighting of the Permian, at Vyazniki in 1841 Архивировано 24 марта 2012 года., Proceedings of the Geologists' Association, accessed 2012-02-21
9. ↑  Murchison, Roderick Impey (1841) "First sketch of some of the principal results of a second geological survey of Russia, " Архивная копия от 12 марта 2020 на Wayback Machine Philosophical Magazine and Journal of Science, series 3, 19 : 417—422. From p. 419: "The carboniferous system is surmounted, to the east of the Volga, by a vast series of marls, schists, limestones, sandstones and conglomerates, to which I propose to give the name of "Permian System, « … .»
10. ↑  Малахова И. Г. Мэрчисон (Мурчисон) Родерик Импи, сэр, 1-й баронет Архивная копия от 2 августа 2021 на Wayback Machine // Иностранные члены Российской академии наук 18-21 вв.: Геология и горные науки. М.: ГЦ РАН, 2012. C. 90—95.
11. 1 2 3  А. И. Жамойда. Результаты деятельности региональных межведомственных стратиграфических комиссий 2000—2009 гг. Постановления Межведомственного стратиграфического комитета и его постоянных комиссий. Вып. 39.. — Изд-во ВСЕГЕИ, 2010. — P. 33-73. — ISBN 978-5-93761-160-4.
12. ↑  Состояние изученности стратиграфии докембрия и фанерозоя России. Задачи дальнейших исследований. Постановления ежведомственного стратиграфического комитета и его постоянных комиссий. Вып. 38. СПб.: Изд-во ВСЕГЕИ, 2008. 131 с. Дата обращения: 5 апреля 2024. Архивировано 24 марта 2024 года.
13. ↑  Палеозой России: региональная стратиграфия, палеонтология, гео- и биособытия // Материалы III Всероссийского совещания «Верхний палеозой России: региональная стратиграфия, палеонтология, гео- и биособытия», 24—28 сентября 2012 г., Санкт-Петербург / Отв. ред. А. И. Жамойда. — СПб.: Изд-во ВСЕГЕИ, 2012. — 284 с.
14. ↑  Общая стратиграфическая шкала (март 2024). Институт Карпинского. Архивировано 13 июня 2024 года.
15. ↑  Голубев В. К. Стратиграфическая и геоисторическая шкалы: к вопросу о модернизации общей стратиграфической шкалы пермской системы (2004). Дата обращения: 18 марта 2024. Архивировано 10 июня 2015 года.
16. ↑  А. И. Жамойда. Общая стратиграфическая шкала, принятая в СССР-России. Её значение, назначение и совершенствование (Доклад на Всероссийской конференции «Общая стратиграфическая шкала России: состояние и перспективы её обустройства»). — Изд-во ВСЕГЕИ, 2013. — P. 14. — ISBN 978-5-93761-201-4. Архивная копия от 4 апреля 2022 на Wayback Machine
17. ↑  А. И. Жамойда, Е. Н. Леонтьева. Постановления Межведомственного стратиграфического комитета и его постоянных комиссий. Вып. 43.. — Изд-во ВСЕГЕИ, 2014. — P. 23. — ISBN 978-5-93761-209-0. Архивная копия от 24 октября 2022 на Wayback Machine
18. ↑  Isabel P. Montañez et al. CO2-forced climate and vegetation instability during late Paleozoic deglaciation Архивная копия от 22 сентября 2010 на Wayback Machine // Science. 2007. V. 315. P. 87-91.
19. ↑  300 миллионов лет назад углекислого газа в атмосфере было гораздо больше, чем сейчас Архивная копия от 20 февраля 2017 на Wayback Machine, 12.01.2007
20. ↑  Mehrdad Sardar Abadi et al. Atmospheric dust stimulated marine primary productivity during Earth’s penultimate icehouse Архивная копия от 23 сентября 2020 на Wayback Machine // Geology (2019)
21. ↑  Davydov V. I. et al. Radioisotopic and biostratigraphic constraints on the classical Middle-Upper Permian succession and tetrapod fauna of the Moscow syneclise, Russia Архивная копия от 23 января 2022 на Wayback Machine, April 29, 2020
22. ↑  На севере европейской части России найден вулканический туф Архивная копия от 13 августа 2020 на Wayback Machine, 31 июля 2020 г.